# Park an der St.-Gertraud-Kirche
Der Park an der St.-Gertraud-Kirche ist eine Grünanlage und ehemaliger Friedhof in Frankfurt (Oder), Brandenburg, Deutschland. Mit dem südlich anschließenden Anger ist der Park an der St. Gertraudkirche ein wichtiger Teil des historischen Grünanlagenbestandes der Stadt und besitzt eine besondere Bedeutung für die städtebauliche Entwicklung des zentrumsnahen Bereichs der Gubener Vorstadt.

## Geschichte
1368 wurde die von der Gewandschneiderinnung für die Bewohner der Gubener Vorstadt in Frankfurt und die südwärts ziehenden Kaufleute als Gebetsstätte errichtete St.-Gertraud-, Urban- und Theobald-Kapelle vor dem Gubener Tor erstmals erwähnt. Die Kapelle und ihre Nachfolgebauten standen in etwa dort, wo heute das Heinrich-von-Kleist-Denkmal steht.
Das Gelände um die Kirche wurde seit 1729 als Friedhof genutzt. Der Friedhof wurde angelegt, als die alten, sich direkt an den großen Kirchen innerhalb der Stadtmauer liegenden Begräbnisplätze aus Platzmangel aufgelöst wurden. Das Friedhofsareal entstand in Reaktion auf die am 18. August 1728 durch den preußischen König Friedrich Wilhelm I. erlassenen Bauvorschriften vor den Toren der Stadt als gemeinschaftlicher Begräbnisplatz für Lutheraner und Reformierte. 1729 fand das erste Begräbnis statt. Wie auf einem Plan von 1795 ersichtlich, lagen die Grabfelder südlich und westlich des Heilig-Geist-Hospitals. Eine vor dem Hospital verlaufende Allee in Verlängerung der Lindenpromenade zog sich als Haupterschließungsweg durch den Friedhof. 
1801 wurde ein neuer Hauptfriedhof an der Fürstenwalder Straße eröffnet, dessen Südteil als Kleistpark erhalten ist. Daraufhin wurde der Friedhof an der St. Gertraudkirche geschlossen und in eine städtische Parkanlage umgewandelt. Der Zeit entsprechend wurde der Park landschaftlich gestaltet. Man versah ihn mit einem stark differenzierten System überwiegend geschwungener Wege, einer kleinteiligen Flächenstruktur und bezog wichtige Grabstätten ein.
1878 wurde die neue Sankt-Gertraud-Kirche südlich des Parks eingeweiht. Der Vorgängerbau auf dem Gelände des Friedhofs wurde abgerissen. Die Anlage erfuhr eine gestaltende Überformung, bei der mit einem fast geradlinigen Wegesystem die Gliederung in einzelne großflächige Parkteile erfolgte. 1910 wurde im Park ein Denkmal für Heinrich von Kleist errichtet. Nach 1945 bis 1953 wurde der Park Kleistpark genannt. Nach der Umwandlung des Alten Friedhofs an der Fürstenwalder Straße in einen Volkspark ging der Name 1953 dorthin. 1977 beseitigte man das Grabdenkmal für Michael Gabriel Fredersdorf und bettete die sterblichen Überreste auf das Erbbegräbnis auf dem Hauptfriedhof um. 1980 wurde eine Fernwärmetrasse durch den Park verlegt. Dabei wurde das Grabdenkmal für Dorothee Krüger abgeräumt und eingelagert. Nach Wiederauffindung in den 2000er Jahren wurde es 2015 neu eingeweiht.
Seither dominieren größere, von geraden Wegen durchzogene, zusammenhängende Parkwiesenflächen mit lockerem Baumbestand sowie eine weiträumige Durchsichtigkeit zur historischen Randbebauung an den einfassenden Straßen. 

## Bestand
Der Park ist im Westen, Süden und Osten von Straßen umschlossen. Im Norden begrenzt eine Häuserzeile den Park. Dazu gehört das ehemalige Hospital St. Spiritus (auch: Heilig-Geist-Hospital), das seit den 1980er Jahren als Haus der Künste genutzt wird. Im Süden liegt hinter der Dr.-Martin-Luther-Straße die namensgebende St.-Gertraud-Kirche.
Im Park stehen mehrere Kunstwerke. An die ursprüngliche Funktion des Parks erinnern noch drei erhaltene Grabmäler. Erstens ist das das Grabdenkmal für Ewald Christian von Kleist von Bildhauer Melchior Kambley im Auftrag der Frankfurter Freimaurerloge von 1780. Zweitens ist das das Grabdenkmal für Dorothee Elisabeth Krüger von 1786. Drittens ist das das Grabmonument für den Universitätsprofessor Joachim Georg Darjes und seine Ehefrau Marta Friderica Reichardt von 1796 – eine Arbeit des Bildhauers Johann Gottfried Schadow. 

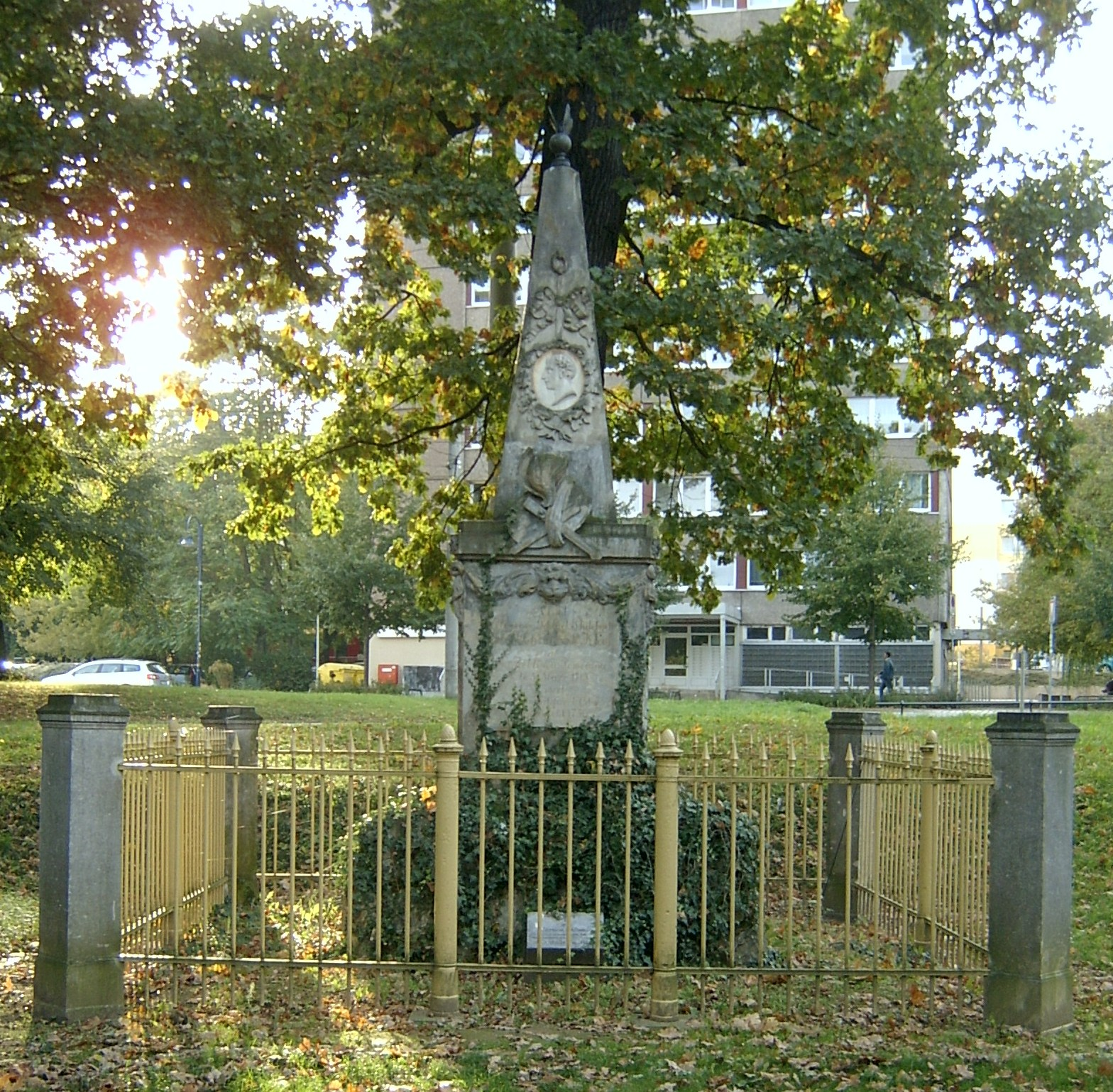
Grabdenkmal für Ewald Christian von Kleist (Melchior Kambley)
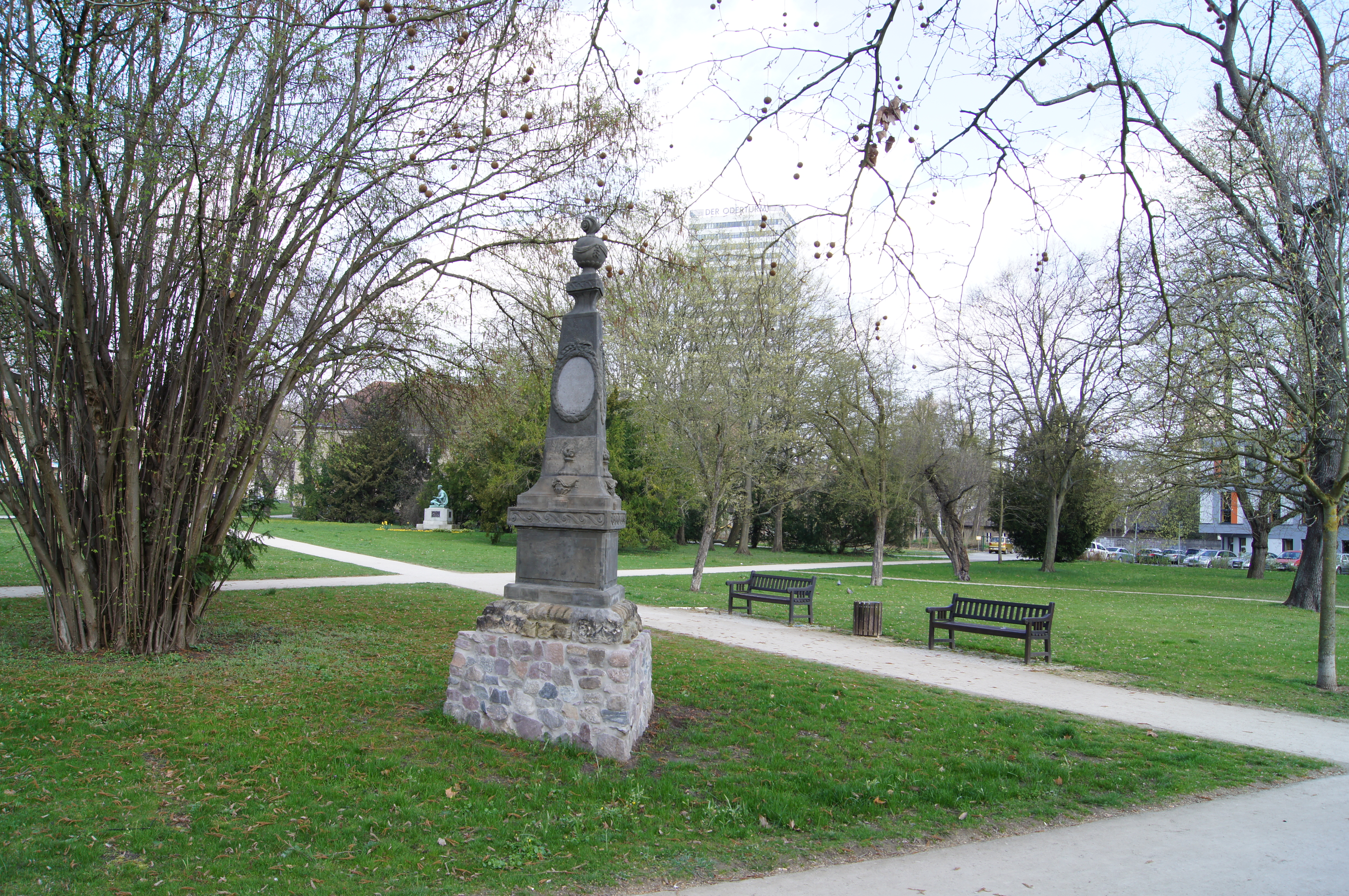
Grabdenkmal für Dorothee Elisabeth Krüger
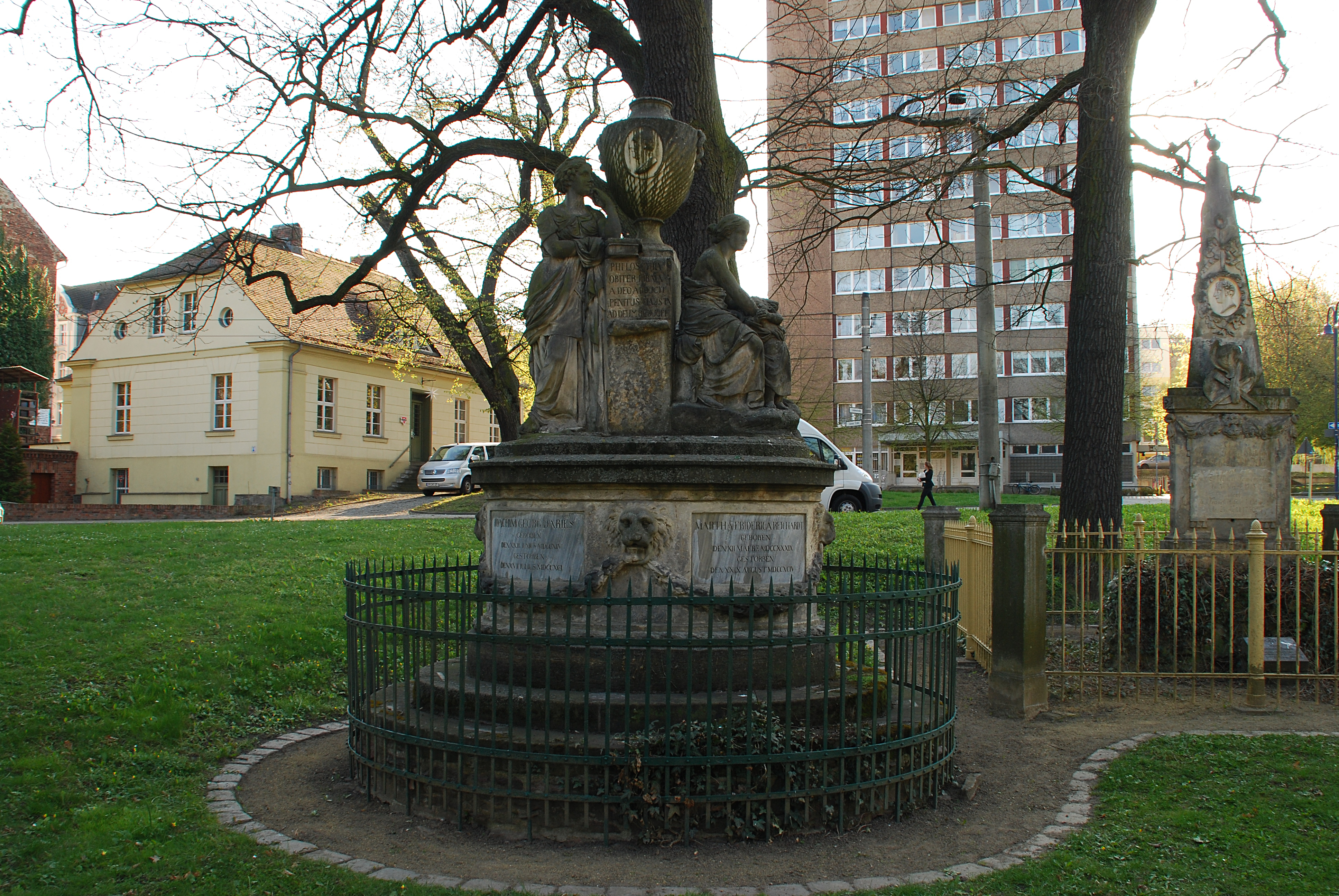
Grabmonument für Joachim Georg Darjes und Marta Friderica Reichardt (Johann Gottfried Schadow)

Im Norden vor dem Eingang des Hauses der Künste steht seit 1991 die „Muse“, eine Skulptur von Roland Rother. Südwestlich davon steht am Rand des Parks seit 1990 eine Vase mit Medaillon des Bildhauers Walter Kreisel. Seit 1910 steht im Park ein Denkmal für den Dichter Heinrich von Kleist von Gottlieb Elster.

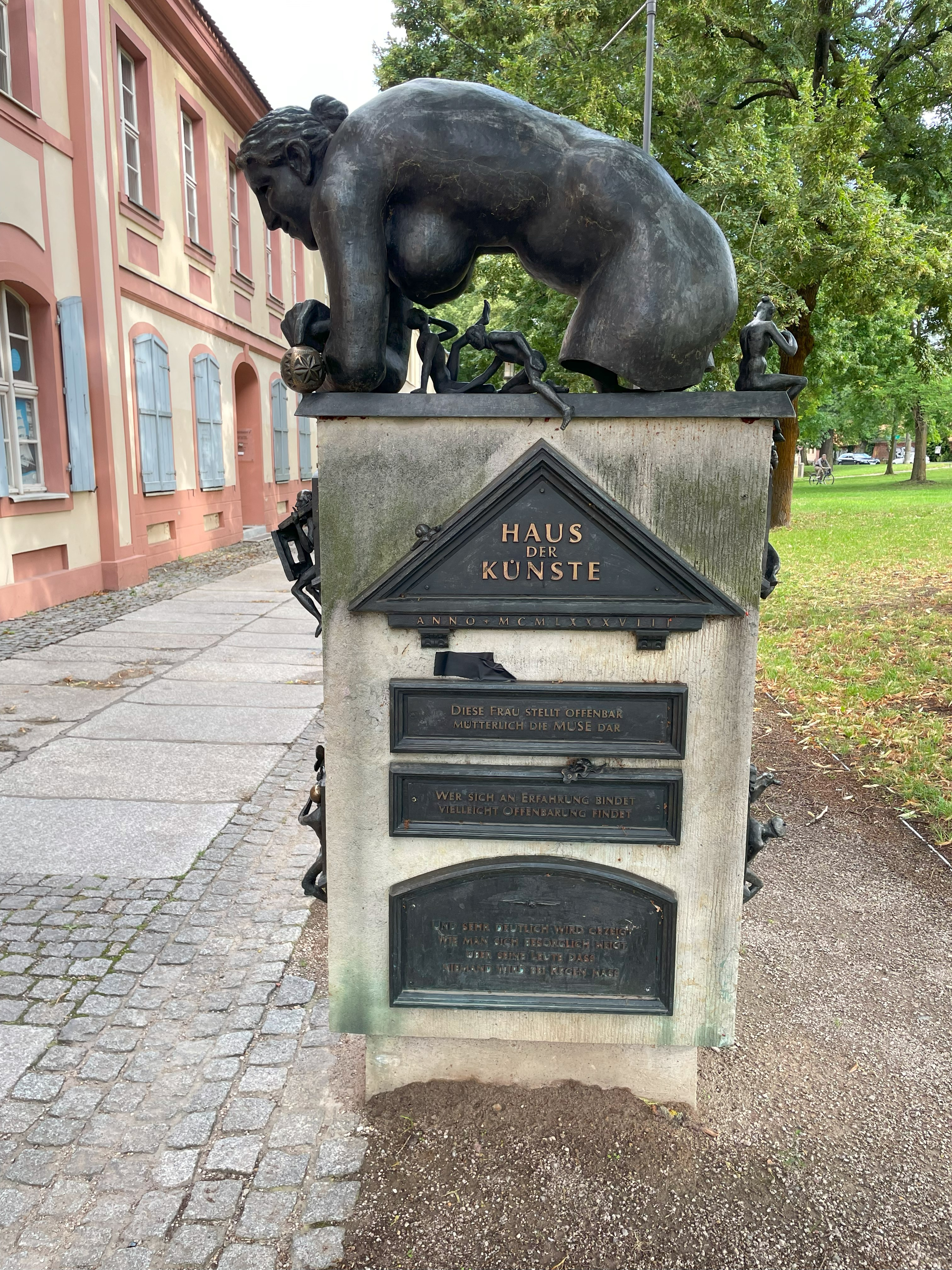
Muse (Roland Rother)
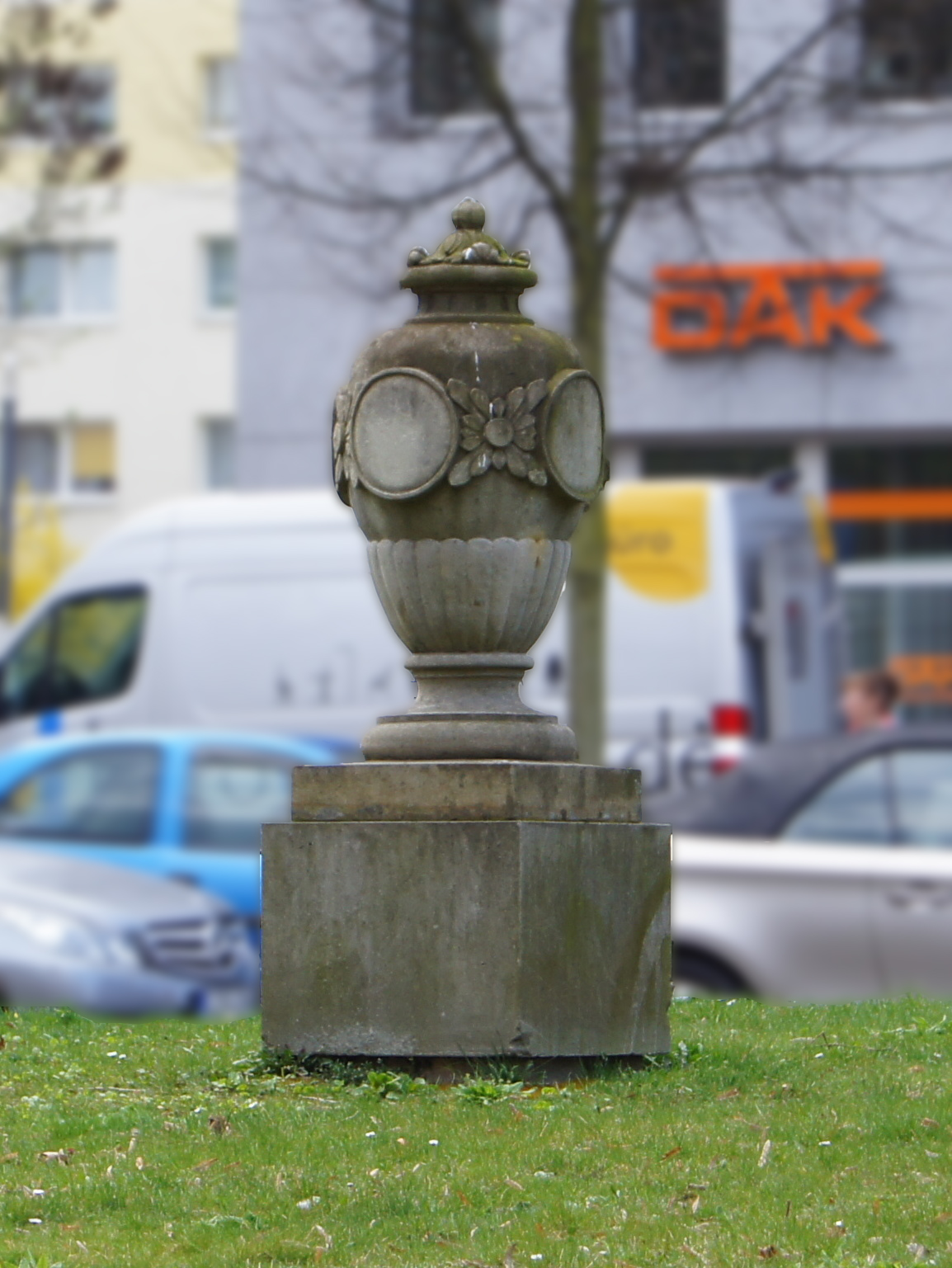
Vase mit Medaillon (Walter Kreisel)
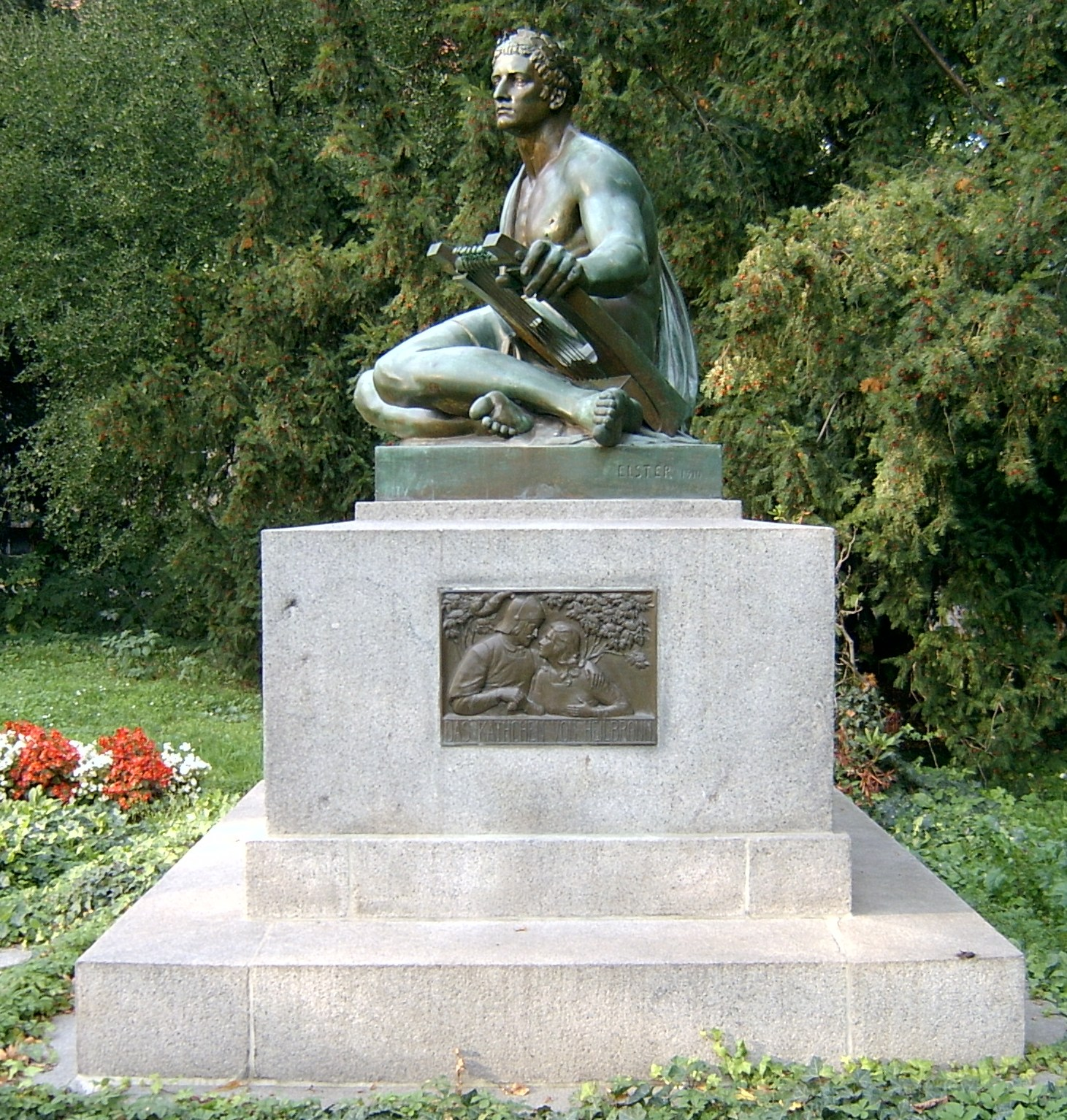
Denkmal für Heinrich von Kleist	(Gottlieb Elster)

An der Ostseite des Parks an der Paul-Feldner-Straße auf Höhe der Einmündung der Gartenstraße befindet sich ein Kinderspielplatz. Dort wurde 2004 die Skulpturengruppe Spielpunkte von Gisbert Baarmann aufgestellt. Sie bestand aus einer Kuppel aus verschränkten Hölzern und zwei Stelen. 2023 waren nur noch die Fundamente vorhanden.